# Ursula Reit
Ursula Reit, auch Ulla Reit und Ursula Reith, gebürtig Ursula Schedereit (* 5. März 1914 im Gebiet des heutigen Wuppertal; † 9. November 1998), war eine deutsche Schauspielerin. 

## Leben
Reits Vater war Lehrer an der Napola in Stuhm, ehemals Ostpreußen, im heutigen Polen. Sie war die ältere Schwester von Karl Schedereit (1925–2011), deutscher Dokumentarfilmer und Filmproduzent. 

## Filmografie (Auswahl)
- 1965: Tatort (Film)
- 1968: Madame Legros
- 1969: Graf Porno und die liebesdurstigen Töchter
- 1969: Pudelnackt in Oberbayern
- 1971: Hilfe, die Verwandten kommen
- 1972: Charlie und die Schokoladenfabrik (Willy Wonka and the Chocolate Factory)
- 1972: Die liebestollen Apothekerstöchter
- 1973: Mit der Liebe spielt man nicht
- 1974: Charlys Nichten
- 1974: Magdalena – vom Teufel besessen
- 1974: Drei Männer im Schnee
- 1975: Schulmädchen-Report. 9. Teil: Reifeprüfung vor dem Abitur
- 1976: Rosemaries Tochter
- 1976: Schulmädchen-Report. 10. Teil: Irgendwann fängt jede an
- 1977: Spuk in Felixburg (Fernsehfilm)
- 1983: Meister Eder und sein Pumuckl: Der verhängnisvolle Schlagrahm
- 1991: Pappa ante portas